# Autobusni kolodvor
Autobusni kolodvor je posebno uređeni objekt za prihvat autobusa i putnika.

## Općenito
Autobusni kolodvori se grade u svim većim naseljenim mjestima i gradovima koji su prometno povezani s ostalim mjestima i gradovima u kojima postoje redovne međugradske autobusne linije, a da bi se olakšao prihvat putnika i autobusa.

## Usluge
Autobusni kolodvor pruža sve usluge potrebne za što udobniji i sigurniji prihvat autobusa i putnika, od prodaje putnih karata, čuvanja prtljage, informacija pa do privremenog smještaja i osvježenja.

## Sadržaji
Svi veći autobusni kolodvori u svom sastavu imaju čekaonicu, pult za informacije, pult za prodaju karata u domaćem i međunarodnom prometu, prostoriju namijenjenu čuvanju prtljage, restoran, caffe bar, kioske s tiskovinom, taksi stajalište, posebno uređene perone za prihvat autobusa, informativne table s istaknutim voznim redom u svim smjerovima u kojima autobusi prometuju, trgovine s prehrambenim i drugim proizvodima, sanitarni čvor s WC-ima i umivaonicima i dr.

### Čekaonica
Čekaonica je dio autobusnog kolodvora u kojem se putnici mogu udobno smjestiti dok čekaju dolazak ili odlazak svog autobusa. Na svim boljim autobusnim kolodvorima čekaonice su grijane i klimatizirane te raspolažu većim brojem udobnih sjedalica.

### Pultovi za informacije i prodaju karata
Na ovim pultovima putnici mogu saznati sve što ih zanima u svezi svog putovanja autobusom do određene relacije, a isto tako mogu i kupiti putnu kartu do odredišta do kojeg putuju.

### Prostorija za čuvanje prtljage
Svi veći kolodvori u svom sastavu imaju prostorije u kojima se uz određenu naknadu može pohraniti prtljaga putnika na proputovanju ili za vrijeme čekanja polaska svog autobusa.

### Peroni
Peroni su posebno uređena i asfaltirana mjesta za prihvat autobusa te ukrcaj i iskrcaj putnika i njihove prtljage. Ovisno o veličini kolodvora u njegovom sastavu može biti od jednog do stotinjak pa i više perona.

## Vanjske poveznice
- Autobusni kolodvor Zagreb
- Autobusni kolodvor Split  Arhivirana inačica izvorne stranice od 18. rujna 2016. (Wayback Machine)
- Autobusni kolodvor Dubrovnik
- Autobusni kolodvor Hrvatska tehnička enciklopedija, portal hrvatske tehničke baštine. LZMK

Sestrinski projekti
|  | Zajednički poslužitelj ima još gradiva o temi Autobusni kolodvor |